# Kalni
|  | Per a altres significats, vegeu «Kalni (Letònia)». |

Kalni és un canal de Bangladesh, un dels diversos canals formats pel riu Surma, al districte de Sylhet. Aquests diversos canals s'uneixen finalment per formar l'important riu Meghna.